# Департаменты Боливии
Многонациональное государство Боливия — унитарное государство, состоящее из 9-ти департаментов. Департаменты — административно-территориальные единицы 1-го уровня. Каждый из департаментов обладает определёнными правами согласно Конституции Боливии. Каждый из департаментов представлен в Многонациональном законодательном собрании — двухпалатном законодательном органе, состоящем из Сената и Палаты депутатов. Каждый департамент представлен 4-мя сенаторами, в то время как депутаты распределяются по департаментам пропорционально их численности населения.
Из всех департаментов департамент Ла-Пас является самым густонаселённым. На 2012 год там проживал 2 706 351 человек. Департамент Санта-Крус является крупнейшим по площади департаментом, он охватывает 370 621 км². Департамент Пандо является наименее населённым с численностью населения 110 436 человек. Самый маленький по площади — департамент Тариха, он охватывает 37 623 км².

## Департаменты
| Флаг                         | Департамент | Код ISO 3166-2 | Административный центр  | Крупнейший город по численности населения | Численность населения (на 2012 год) (чел.) | Площадь (км²) | Плотность населения (чел. на км²) | Депутатов |
| ---------------------------- | ----------- | -------------- | ----------------------- | ----------------------------------------- | ------------------------------------------ | ------------- | --------------------------------- | --------- |
| Бени (департамент)           | Бени        | B              | Тринидад                | Тринидад                                  | 421 196                                    | 213 564       | 1,97                              | 9         |
| Чукисака (департамент)       | Чукисака    | H              | Сукре                   | Сукре                                     | 576 153                                    | 51 524        | 11,18                             | 11        |
| Кочабамба (департамент)      | Кочабамба   | C              | Кочабамба               | Кочабамба                                 | 1 758 143                                  | 55 631        | 31,60                             | 19        |
| Ла-Пас (департамент Боливии) | Ла-Пас      | L              | Ла-Пас                  | Эль-Альто                                 | 2 706 351                                  | 133 985       | 20,20                             | 29        |
| Оруро (департамент)          | Оруро       | O              | Оруро                   | Оруро                                     | 494 178                                    | 53 588        | 9,22                              | 9         |
| Пандо (департамент)          | Пандо       | N              | Кобиха                  | Кобиха                                    | 110 436                                    | 63 827        | 1,73                              | 5         |
| Потоси (департамент)         | Потоси      | P              | Потоси                  | Потоси                                    | 823 517                                    | 118 218       | 6,97                              | 14        |
|                              | Санта-Крус  | S              | Санта-Крус-де-ла-Сьерра | Санта-Крус-де-ла-Сьерра                   | 2 655 084                                  | 370 621       | 7,16                              | 25        |
| Тариха (департамент)         | Тариха      | T              | Тариха                  | Тариха                                    | 482 196                                    | 37 623        | 12,82                             | 9         |